# IMAX

IMAX標誌

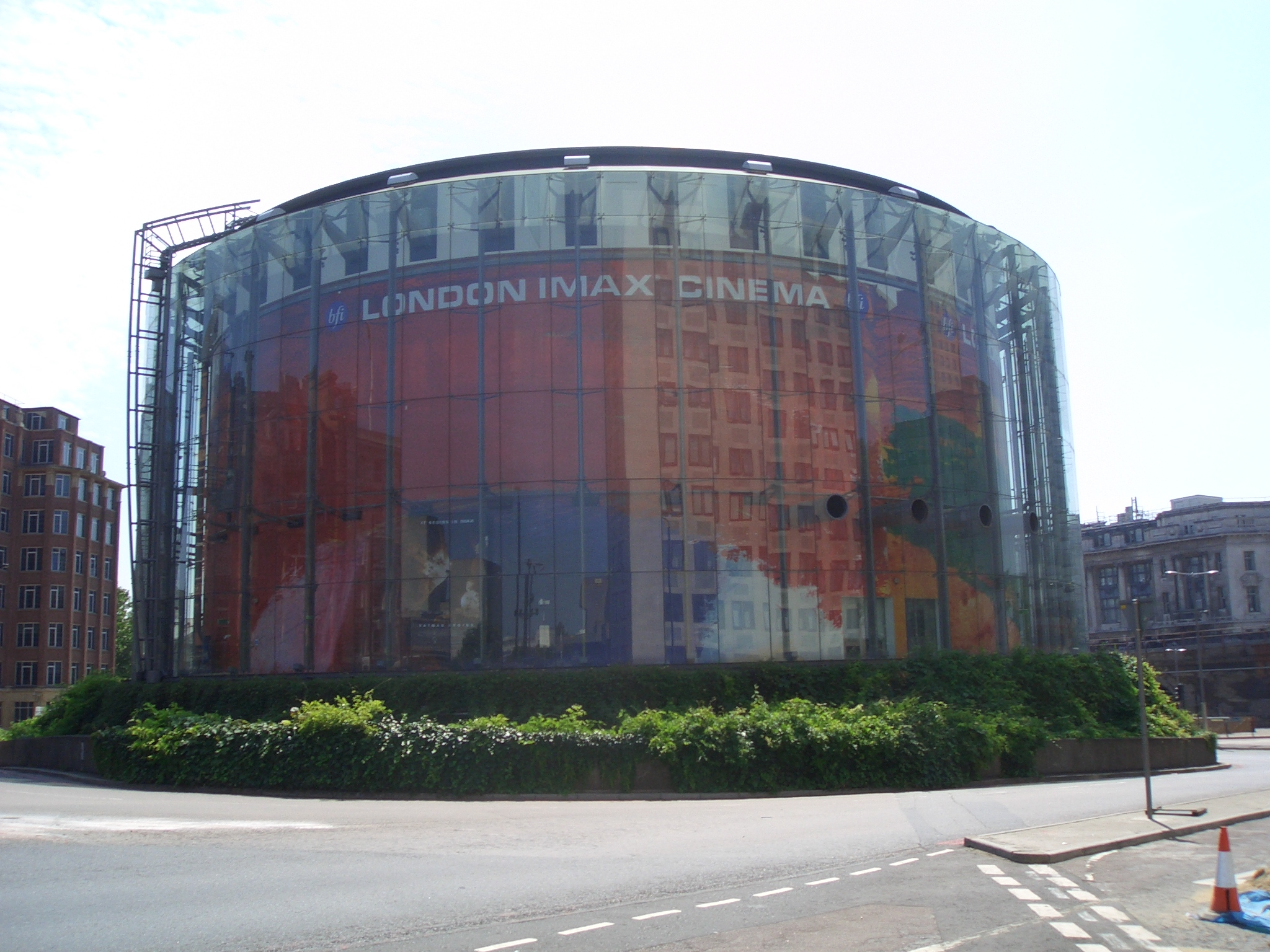
英國倫敦的IMAX影院-BFI IMAX

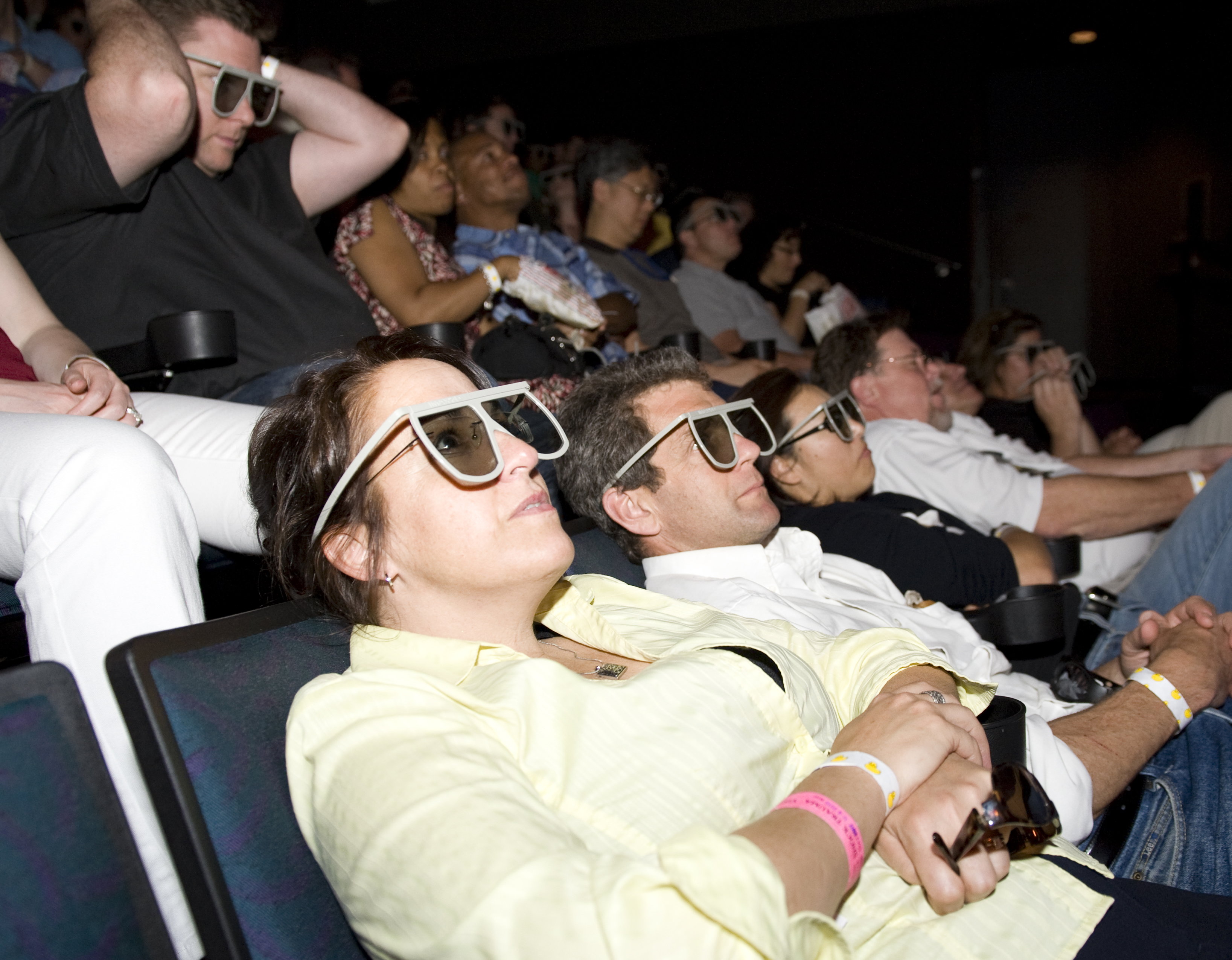
3D IMAX觀賞情況

IMAX是一种具备更高分辨率、清晰度和亮度、更大对比度以及更全色域覆盖的电影摄制、转制、放映系统。
整套系统要達到IMAX的標準，需要包括IMAX摄影机、IMAX DMR（数字原底翻版技术）和专门放映IMAX影片的IMAX巨幕放映系统等工程。IMAX是大格式及需在特定場館播放的影像展示系統中最為成功的。比起一般電影，IMAX規格的電影院具有沉浸式的觀影體驗。
眾多IMAX系統中，有一種適合在傾斜的天文館圓頂播放的IMAX系統，稱為全天域電影。

## 历史沿革

### 最初发明
IMAX技术由加拿大首先研制，现在加拿大IMAX公司独家拥有该项技术，世界各地的IMAX影院均由IMAX公司提供技术和设备。IMAX的研制与推广一直与大型的展览会、科技馆等公益性活动及场所分不开，而且至今遍布全球的IMAX影院几乎平均分为两大类：科技馆、博物馆为主的公益科普性场馆和用于商业放映的普通影厅。
历史上第一部IMAX电影在1970年日本的富士展览馆（Fuji Pavilion）上播放，第一套正式的IMAX投影设备于1971年安装在多伦多的安大略圆形剧场（Ontario Place’s Cinesphere）。在1974年美国华盛顿州世界博览会上，美国馆展出了一块27.3 x 19.7米的巨型IMAX银幕，观众向正前方观看时，画面足以充满整个视界。其间共有5百万人次观看，绝大部分观众认为它呈视了强烈的动感，甚至有少部分观众身上 发生了类似晕船的现象。1973年，首个IMAX球形银幕出现在美国加里福尼亚州圣迭戈Balboa公园的Ruben H. Fleet科技中心太空剧场。1986年在温哥华的加拿大展览馆（Canada Pavilion），IMAX公司以The IMAX Experience技术第一次展示IMAX的3D电影效果。
1970年，在日本大阪世界博览会富士馆中放映的《虎之子》，被公认为第一部IMAX电影。
IMAX尽管影像质量优秀，而且问世的时间也较长，但是由于制作和放映IMAX的成本较高以及运输困难使得IMAX影片的播放时间比较短（一般为40分钟），因此IMAX一直未能普及，大多为适合于科技馆、天文馆等科普机构播放的纪录片。

### 逐渐普及
20世纪90年代后期，出现了一股IMAX娱乐的风潮，几部娱乐性题材电影出现，如1998年的《霸王龙：重返白垩纪》（T-Rex: Back to the Cretaceous）、2001年的《鬼堡》(Haunted Castle)等IMAX 3D电影。而1999年，迪士尼制作了《幻想曲2000》的IMAX版本——首部正常长度的IMAX动画问世。
2002年，IMAX公司与环球公司联手推出《阿波罗13号》的IMAX版本，是利用IMAX公司DMR（Digital Re-mastering）重新制作技术把传统电影转换成IMAX格式的第一部作品。此后，借助这一技术，不少好莱坞视效大片也陆续被转制成IMAX格式上映。由于技术上的原因，早期透過DMR处理的影片长度最长不能超过2小时。但在2003年，《黑客帝国2：重装上阵》终于突破了这一限制，成为IMAX技术发展史上的重要里程碑。2003年末，《黑客帝国3：矩阵革命》成为了第一部在IMAX和传统影院同步上映的影片。
观众非常欢迎这些利用DMR技术转制的IMAX版好莱坞大片。其视听效果远胜传统的35毫米电影。一位看过《阿波罗13号》IMAX版的观众评价道：“巨大的屏幕，爆炸般的声效，还有詹姆斯·霍纳那荡气回肠的原声音乐都只有在IMAX才能感受到。”所以，近年来好莱坞各大制片公司一致看好IMAX，纷纷把自己的重磅作品转制成IMAX乃至IMAX 3D格式。索尼影业公司副主席布莱克称：“当你手头有一部像《蜘蛛侠II》这样的电影，如果你不把它转换成这种无与伦比的IMAX格式来让观众们欣赏，简直是一种惊人的浪费。”于是，诸如、《蜘蛛侠II》、《极地特快：IMAX立体体验》、《机器人历险记》、《蝙蝠侠：侠影之谜》、等热门大片陆续被转制成IMAX格式放映。著名导演詹姆斯·卡梅隆是IMAX的坚定支持者，除了预言未来“五六年内”IMAX影院将逐步终结传统影院外，还曾亲自执导了一部关于泰坦尼克号的IMAX3D电影《深海幽灵》 （Titanic3D：Ghosts of the Abyss）。不過在此期間，所有IMAX影院上映的動畫電影均無法像普通IMAX電影在普通影院和IMAX影院上映時採用不同畫幅，直到2022年上映的動畫電影才得以打破此限制。

## 技術规格

### 摄影机演变

#### IMAX攝影機

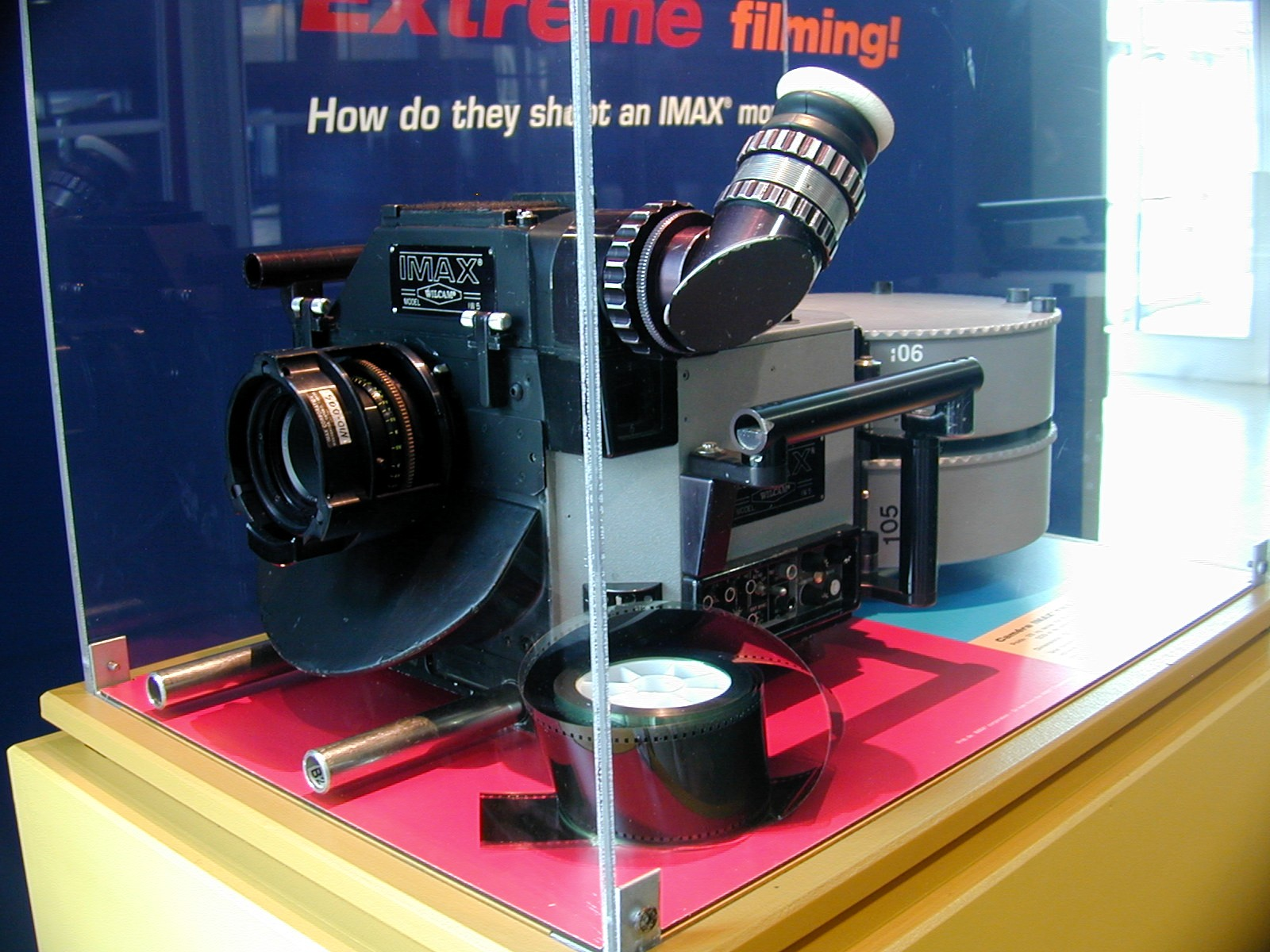
IMAX攝影機

IMAX摄影机采用IMAX 15/65毫米胶片拍摄，分辨率几乎是普通35毫米胶片的10倍以上。
IMAX 65mm胶片摄影机拍摄出的视频理论等效分辨率能够达到18K，每帧分辨率18000X13433，画幅全开为1.43:1。
由于IMAX胶片摄影机体型较大、笨重，以及拍摄成本较高，限制了IMAX胶片摄影机的使用率。

#### IMAX 3D數位攝影機
IMAX公司於2011年推出的「Phantom 65 IMAX 3D camera」，為4K雙鏡頭3D攝影機，畫面比例1.9:1。
麥可·貝的《變形金剛4：絕跡重生》是首部採用數位IMAX 3D攝影機拍攝的電影，其餘畫面使用一般數位攝影機和35mm底片拍攝。

#### IMAX 2D數字攝影機
IMAX 2015年推出和Arri（阿莱）共同研发的"Arri Alexa 65 IMAX 特制版"，为4K分辨率摄影机，画幅全开为 1.90:1。
IMAX数字摄影机的推出是因为IMAX胶片摄影机成本極高，不仅胶片成本惊人，摄影机也是只租不卖。并且要达到最好的放映效果也要直接放映胶片拷贝，而实际上全球能放映IMAX胶片的影院也不多。
《美國隊長3：英雄內戰》：首次使用數位IMAX 2D攝影機拍攝。
在系列第五部《變形金剛5：最終騎士》中，麥可·貝首度採用IMAX 3D技术（即同时使用两台數位IMAX 2D攝影機交叠拍攝）实时拍攝了大量的3D画面。
《复仇者联盟3：无限战争》：首部全片使用數位Arri Alexa IMAX攝影機拍攝的商业电影。映前會播放IMAX全畫幅特制倒计時。

#### IMAX认证的数字摄影机
IMAX 2020年9月推出“Filmed In IMAX”计划，透過该项目，IMAX与摄像机制造商建立了新合作伙伴关系，以满足电影制作人对IMAX体验的需求。透過该计划，IMAX认证了包括ARRI、Panavision、RED Digital Cinema和Sony厂商在内的高端数字摄像机，配合其后期制作流程，可以用于IMAX格式制作。
| ARRI ALEXA LF               |
| ARRI ALEXA MINI LF          |
| Panavision Millennium DXL2® |
| RED RANGER MONSTRO          |
| Sony’s VENICE cameras       |
| ARRI ALEXA 65 IMAX camera   |

IMAX每年选择数量有限的电影参与该计划。IMAX对每部影片制作提供实践方针，以充分利用每台摄影机的拍摄质量和设置，从而最大化实现IMAX体验——包括IMAX独有的扩展宽高比，这种宽高比可以提供比标准影院多出至少26%的画面。随着认证摄影机的范围扩大，电影制作人会更容易强化提升画面的视觉效果，满足IMAX巨幕影院的放映需求。
由Sony’s VENICE 拍摄的《壮志凌云：独行侠》和由 ARRI ALEXA LF 拍摄的《沙丘》将成为首批通过新计划获得“Filmed In IMAX”认证的影片。

### 底片

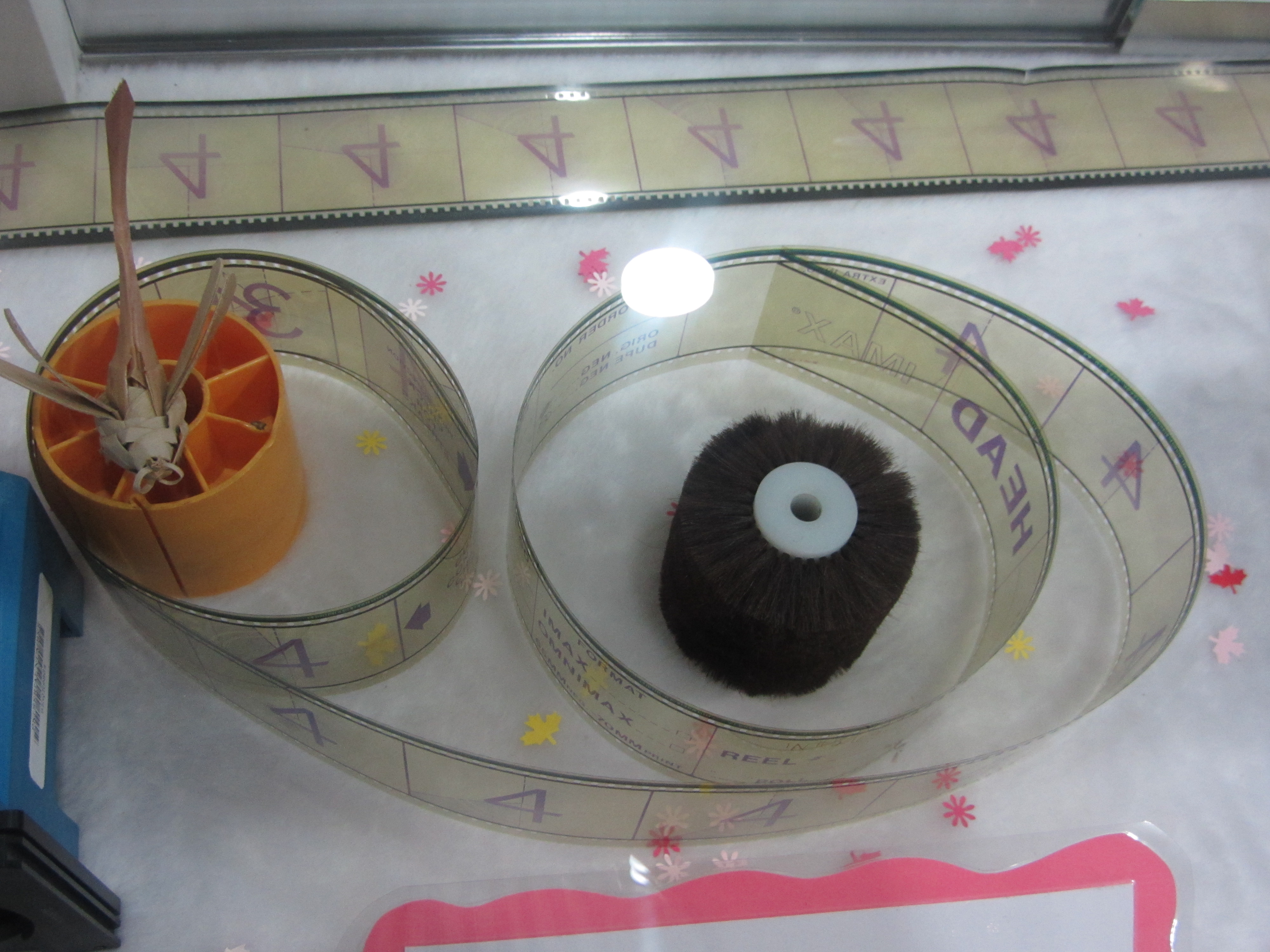
IMAX 底片

IMAX為了大幅增加影像的解像度，採用了特別的70毫米底片。傳統65毫米底片的影像尺寸為48.5毫米×22.1毫米（Todd-AO），IMAX底片的影像尺寸69.6毫米×48.5毫米。為了以標準電影的每秒24格來曝光，IMAX底片的進片速度是一般底片的三倍。
要投影大片幅底片有一定的技術困難——傳統70毫米底片在放大586倍後不夠穩定。因此IMAX需要一些新技術，IMAX公司的威廉肖採用了一項澳洲的名為「滾動循環」的專利技術用於影片放映，主要是增加了一個壓縮空氣裝置來加速底片滾動，並將一個圓柱形鏡頭置於放映機前端，在放映過程中保持真空狀態。IMAX放映機用螺釘固定，四顆螺釘與齒輪將放映機固定在完全水平的狀態。還透過增加凸輪控制臂來抵消放映過程中的細微晃動。放映機的快門長度也比傳統設備長大约20%，燈管的亮度更高，最大的12-18千瓦氙氣-弧光燈甚至需要水冷的電極。因此IMAX系統造價並不便宜，而且重量達1.8公噸。
IMAX的片基為柯達的ESTAR（即PET，亦即杜邦化工的Mylar®），原因並非在片基的強度，而在於此片基不會被顯像的化學液影響了尺寸，IMAX的進片裝置對底片邊孔或厚度的變化有嚴格的要求，IMAX底片可歸類為「15/70」底片，意指這種70毫米底片每格有15個邊孔。IMAX的底片非常笨重，底片盤比一般電影的大得多。

### 聲音系统
IMAX底片為了盡用底片面積而沒有聲軌，它採用了六聲道35毫米磁帶播放與畫面同步的聲音。在1990年代前期，與畫面分離的數碼化六聲道聲源改為以更精確的脈衝產生器作為傳統SMPTE時碼的同步訊號源。這是日後杜比數碼及DTS等電影院多聲道系統的前身。现在的IMAX胶片放映系统多使用光碟载体的数字伴音系统。
IMAX繼續發展，出現了新的表現手法，例如立體影像及每秒高達48格的畫格數。音響系統方面則有Sonic-DDP（Direct Disc Playback，無壓縮LPCM環繞聲軌）、立體音響系統及呈橢圓形分布的揚聲器群。
2015年，IMAX公司因應Dolby等音效大廠推出多聲道系統，推出名為「IMAX 12 track」的13聲道（12獨立聲道和一個超重低音）多聲道聲音系統抗衡。

#### 亞洲12聲道音響系統影院分布

##### 亞洲IMAX氙灯 12聲道音響系統影院
| 影城名称                                              | 放映系统 | 開幕時間                                 | 寬度  | 高度  | 面積     | 座位数          | 備注                                                                   |
| ----------------------------------------------------- | -------- | ---------------------------------------- | ----- | ----- | -------- | --------------- | ---------------------------------------------------------------------- |
| 東京都新宿区 - TOHO Cinemas Shinjuku                  | IMAX氙灯 | 2015年4月17日                            | 19.44 | 10.91 | 212.0904 | 311             | 12聲道音響系統                                                         |
| 東京都世田谷區 - 109 Cinemas Futakotamagawa           | IMAX氙灯 | 2015年4月24日                            | 18.47 | 9.90  | 182.8530 | 224             | 12聲道音響系統                                                         |
| 神奈川县横滨市 - TOHO Cinemas LaLaport Yokohama       | IMAX氙灯 | 2016年12月16日                           |       |       |          | 373             | 12聲道音響系統                                                         |
| 大阪府大阪市中央区 - TOHO Cinemas Namba main building | IMAX氙灯 | 2016年12月16日                           |       |       |          | 455             | 12聲道音響系統                                                         |
| 上海 - 幸福蓝海国际影城（龙湖宝山天街IMAX店）         | IMAX氙灯 | 2017年12月16日                           | 25.44 | 13.23 | 336.5712 | 288             | 12聲道音響系統 IMAX中國第一家IMAX氙灯 12聲道音響系統影院               |
| 新加坡 - Shaw Theatres Lido IMAX                      | IMAX氙灯 | 2018年1月24日                            | 18.98 | 8.99  | 170.6302 |                 | 12聲道音響系統                                                         |
| 東京都千代田区 - Chiyodaku Hibiya Toho                | IMAX氙灯 | 2018年3月27日                            |       |       |          | 341             | 12聲道音響系統                                                         |
| 香港 - 嘉禾MegaBox                                    | IMAX氙灯 | 2021年7月15日（IMAX氙灯 12聲道音響系統） | 17.70 | 11.36 | 201.0720 | 2D：260 3D：198 | 12聲道音響系統 IMAX中國第二家（香港第一家）IMAX氙灯 12聲道音響系統影院 |

##### 亞洲IMAX GT 3D激光 12聲道音響系統影院
| 影城名称 | 放映系统               | 開幕時間 | 寬度          | 高度          | 面積              | 座位数  | 備注                                                          |
| --- | ---------------------- | --- | ------------- | ------------- | ----------------- | ------- | ------------------------------------------------------------- |
| 迪拜 - VOX Cinemas & IMAX | IMAX GT 3D激光         | 2015年9月28日 | 23.86         | 12.74         | 303.9764          |         | 12聲道音響系統                                                |
| 大阪府吹田市 109シネマズ大阪エキスポシティ(109CINEMAS OSAKA-EXPOCITY )                                                        | IMAX GT 3D激光         | 2015年11月19日 | 25.99         | 17.98         | 467.3002          | 407     | 12聲道音響系統                                                |
| 东莞万达影城（华南MALL-IMAXGT激光店） 原东莞万达影城(华南MALL店)（页面存档备份，存于）                                        | IMAX GT 3D激光         | 2007年5月1日-2013年11月(IMAX GT) 2013年11月19日-2015年10月8日(IMAX Digital) 2015年11月25日-2021年1月24日 2021年1月26日 | 27.60 32.06   | 21.00 19.51   | 579.6000 625.4906 | 503     | 12聲道音響系統 IMAX中國旗下第9家IMAX影院                      |
| 台北美麗華大直影城（Da-Zhi Cinema IMAX）                                                                                      | IMAX GT 3D雷射         | 2004年11月19日－2016年2月15日(IMAX GT) 2013年11月－2016年2月15日(IMAX數位) 2016年3月24日                               | 28.80         | 21.15         | 609.1200          | 404     | 12聲道音響系統                                                |
| 昆明云南昆明摩天激光IMAX影院 原昆明大都LCC光魔雷射影院                                                                        | IMAX GT 3D激光         | 2016年6月8日 | 23.10         | 17.37         | 401.2470          | 363     | 12聲道音響系統                                                |
| 多哈 Novo Mall of Qatar & IMAX                                                                                                | IMAX GT 3D激光         | 2017年1月1日 | 28.65         | 15.88         | 454.9620          |         | 12聲道音響系統                                                |
| 首尔 CGV YONGSAN I'PARK mall                                                                                                  | IMAX GT 3D激光         | 2017年7月15日-2020年11月22日 2020年12月7日                                                                             | 29.99         | 22.40         | 671.7760          | 624     | 12聲道音響系統                                                |
| 薩利米耶 IMAX, The Scientific Center Kuwait                                                                                   | IMAX GT IMAX GT 3D激光 | 2017年10月23日 | 19.99         | 14.75         | 294.8525          |         | 12聲道音響系統                                                |
| 迪拜 Novo IMG Dubai & IMAX | IMAX GT 3D激光         | 2019年2月14日 |               |               |                   |         | 12聲道音響系統                                                |
| 東京都豐島區 グランドシネマサンシャイン 池袋（Grand Cinema Sunshine）                                                         | IMAX GT 3D激光         | 2019年7月19日 | 25.849        | 18.91         | 488.8045          | 544     | 12聲道音響系統                                                |
| 北京中国电影博物馆 | IMAX GT 3D激光         | 2005年2月10日-2020年8月24日（IMAX GT） 2020年10月31日                                                                  | 30.17 26.829  | 19.507        | 588.5261 523.3533 | 402 341 | 科教影院同时兼具商业影院 12聲道音響系統 IMAX中國第3家IMAX影院 |
| 贵阳越界影城（未来方舟店） | IMAX GT 3D激光         | 2018年9月30日-2021年7月16日 2022年12月16日重新开业                                                                     | 32.160 26.806 | 18.170 15.989 | 584.3472 428.6011 | 714 739 | 12聲道音響系統                                                |
| 济南山东省科技馆 | IMAX GT 3D激光         | 2022年12月30日 | 29.00 28.65   | 21.00 19.048  | 609.0000 545.7252 | 575     | 科教影院 12聲道音響系統                                       |
| 哈尔滨万达影城（哈东万达IMAXGT双激光店） 原哈尔滨万达影城（哈东万达广场店） 原哈尔滨万达影城（永泰城店） 原哈尔滨泰莱时代影城 | IMAX GT 3D激光         | 2015年2月1日(IMAX Digital) 2016年1月9日-2021年2月10日 2021年2月23日 2024年7月20日                                      | 29.90 28.65   | 21.03 21.30   | 628.7970 610.2450 | 539     | 12聲道音響系統                                                |
| 沈阳万达影城（辽宁省科技馆-万达影城IMAXGT双激光） 原沈阳辽宁科技馆（页面存档备份，存于）                                      | IMAX GT 3D激光         | 2015年4月29日（IMAX GT） 2016年3月12日 2025年3月12日(商业放映)                                                         | 29.00         | 22.00 21.855  | 638.0000 633.7950 | 596     | 12聲道音響系統 科技影院同时兼具商业影院                       |

亞洲IMAX商业激光 12聲道音響系統影院
| 影城名称                                                           | 放映系统     | 開幕時間                                                        | 寬度        | 高度               | 面積                      | 座位数                              | 備注                                                |
| ------------------------------------------------------------------ | ------------ | --------------------------------------------------------------- | ----------- | ------------------ | ------------------------- | ----------------------------------- | --------------------------------------------------- |
| 上海寰映影城（大融城店)                                            | IMAX商业激光 | 2018年6月29日                                                   | 25.88       | 13.46              | 348.345                   | 300                                 | 12聲道音響系統 為中國第一家IMAX商业激光放映系统影院 |
| 巴科奧爾 Vista Cinemas at Evia Lifestyle Center                    | IMAX商业激光 | 2018年11月19日                                                  |             |                    |                           |                                     | 12聲道音響系統                                      |
| 川崎市109 Cinemas Kawasaki                                         | IMAX商业激光 | 2018年11月23日                                                  | 17.40       | 8.99               | 156.4260                  | 458                                 | 12聲道音響系統                                      |
| 名古屋市109 Cinemas Nagoya                                         | IMAX商业激光 | 2018年11月23日                                                  | 17.09       | 8.80               | 150.3920                  | 407                                 | 12聲道音響系統                                      |
| 淄博齐纳国际影城（银座店）                                         | IMAX商业激光 | 2018年12月23日                                                  | 22.04       | 11.55              | 254.5620                  | 317                                 | 12聲道音響系統                                      |
| 兰州万达影城（城关万达广场店）                                     | IMAX商业激光 | 2014年10月24日 2018年12月26日                                   | 21.60       | 11.39              | 246.0240                  | 410                                 | 12聲道音響系統                                      |
| 花蓮新天堂樂園威秀影城                                             | IMAX商业激光 | 2018年12月26日試營運 2018年12月29日開幕                         | 21.33       | 12.03              | 256.5999                  | 368                                 | 12聲道音響系統 於影城架構時期即設計為IMAX影廳       |
| 柳州万达影城（城中万达广场店）                                     | IMAX商业激光 | 2015年11月27日 2018年12月27日                                   | 22.13       | 11.58              | 256.2654                  | 362                                 | 12聲道音響系統                                      |
| 兰州空间站影城（兰州中心店）                                       | IMAX商业激光 | 2018年12月28日                                                  | 21.98       | 11.35              | 249.4730                  | 441                                 | 12聲道音響系統                                      |
| 太原万达影城（龙湖万达广场店）                                     | IMAX商业激光 | 2015年9月30日 2018年12月30日                                    | 26.11 26.51 | 14.06              | 367.1066 372.7306         | 430                                 | 12聲道音響系統 IMAX公司全球第1000家IMAX®影院        |
| 上海万达影城（宝山万达广场店）                                     | IMAX商业激光 | 2012年6月29日 2017年3月21日 2019年1月4日                        | 19.12 20.05 | 10.05 10.488 10.48 | 192.1560 210.2844 210.124 | 241 229                             | 12聲道音響系統                                      |
| 郑州万达影城（二七万达广场店）                                     | IMAX商业激光 | 2012年10月13日 2019年1月4日                                     | 23.21       | 11.70              | 271.5570                  | 470 423                             | 12聲道音響系統                                      |
| 广州美亚影城（云门店）                                             | IMAX商业激光 | 2019年2月15日                                                   | 23.55       | 12.31              | 289.9005                  | 349                                 | 12聲道音響系統                                      |
| 呼和浩特万达影城（万达广场店）                                     | IMAX商业激光 | 2011年11月5日 2019年4月5日                                      | 21.24       | 10.87              | 230.8788                  | 398                                 | 12聲道音響系統                                      |
| 南宁万达影城（青秀万达广场店）                                     | IMAX商业激光 | 2014年12月17日 2019年4月14日                                    | 22.76       | 11.67              | 265.6092                  | 412                                 | 12聲道音響系統                                      |
| 贵阳万达影城（中大广场店）                                         | IMAX商业激光 | 2013年12月20日 2019年4月24日                                    | 18.92       | 9.91               | 187.4972                  | 281                                 | 12聲道音響系統                                      |
| 新加坡 Shaw Theatres Jewel                                         | IMAX商业激光 | 2019年4月24日                                                   |             |                    |                           |                                     | 12聲道音響系統                                      |
| 久喜市109 Cinemas Shobu                                            | IMAX商业激光 | 2009年6月19日 2019年4月24日                                     | 18.40       | 9.81               | 180.5040                  | 349                                 | 12聲道音響系統                                      |
| 北京万达影城（房山首创奥莱店）                                     | IMAX商业激光 | 2019年5月1日                                                    | 22.85       | 11.76              | 268.7160                  | 326                                 | 12聲道音響系統                                      |
| 大连万达影城(经开万达广场店)                                       | IMAX商业激光 | 2015年8月29日 2019年6月1日                                      | 21.62 22.01 | 11.51              | 248.8462 253.3351         | 362 344                             | 12聲道音響系統                                      |
| 沖縄県浦添市-ユナイテッド・シネマ PARCO CITY 浦添                  | IMAX商业激光 | 2019年6月27日                                                   |             |                    |                           | 309                                 | 12聲道音響系統                                      |
| 北京英皇电影城(英皇中心店)                                         | IMAX商业激光 | 2018年4月29日 2019年6月28日                                     | 22.19       | 11.76              | 260.9544                  | 354                                 | 12聲道音響系統                                      |
| 沈阳万达影城(奥体万达广场店)                                       | IMAX商业激光 | 2013年7月26日-2019年8月4日(IMAX數位) 2019年8月16日              | 22.19       | 11.61              | 257.6259                  | 405                                 | 12聲道音響系統                                      |
| 昆明万达影城(西山万达广场店)                                       | IMAX商业激光 | 2014年10月31日-2019年8月10日(IMAX數位) 2019年8月23日            | 21.30 22.13 | 11.91 11.66        | 253.6830 258.0358         | 352                                 | 12聲道音響系統                                      |
| 哈尔滨万达影城(哈西万达广场店)                                     | IMAX商业激光 | 2013年9月13日-2019年8月8日(IMAX數位) 2019年8月25日              | 20.54       | 11.49              | 236.0046                  | 404                                 | 12聲道音響系統                                      |
| 深圳CGV影城(One Avenue卓悦中心店)                                  | IMAX商业激光 | 2019年9月18日                                                   | 22.85       | 11.76              | 268.7160                  | 368                                 | 12聲道音響系統                                      |
| 沼津 - シネマサンシャインららぽーと沼津                            | IMAX商业激光 | 2019年10月4日                                                   |             |                    |                           | 328(2)                              | 12聲道音響系統                                      |
| 松戶 - ユナイテッド・シネマ テラスモール松戸                       | IMAX商业激光 | 2019年10月25日                                                  |             |                    |                           | 2D ・IMAX/ 347人 3D ・IMAX/ 303人   | 12聲道音響系統                                      |
| 東京都 - TOHO Cinemas SHINJYUKU（TOHOシネマズ新宿）                | IMAX商业激光 | 2019年11月2日                                                   | 19.44       | 10.91              | 212.0904                  | 311                                 | 12聲道音響系統                                      |
| 札幌 - ユナイテッド・シネマ札幌                                    | IMAX商业激光 | 2010年11月19日 2019年11月8日                                    | 24.93       | 13.86              | 345.5298                  | 2D ・IMAX®/ 458人 3D ・IMAX®/ 412人 | 12聲道音響系統                                      |
| 南町田 - 109シネマズグランベリーパーク                             | IMAX商业激光 | 2019年11月13日                                                  | 16.79       | 8.62               | 144.7298                  |                                     | 12聲道音響系統                                      |
| 济南万达影城(高新万达广场店)                                       | IMAX商业激光 | 2016年6月18日 2019年11月15日                                    | 23.02       | 11.85              | 272.7870                  | 360                                 | 12聲道音響系統                                      |
| 大和郡山 - シネマサンシャイン大和郡山                              | IMAX商业激光 | 2011年7月1日 2019年11月22日                                     | 18.25       | 9.60               | 175.2000                  | 378                                 | 12聲道音響系統                                      |
| 厦门万达影城（湖里万达广场店）                                     | IMAX商业激光 | 2011年9月2日-（IMAX 氙灯）） 2019年11月22日                     | 19.54 20.18 | 10.058 10.399      | 196.53332 209.85182       | 291                                 | 12聲道音響系統                                      |
| 广州飞扬影城（乐峰店）                                             | IMAX商业激光 | 2019年12月13日                                                  |             |                    |                           |                                     | 12聲道音響系統                                      |
| 香港英皇戲院（尖沙咀iSQUARE）                                      | IMAX商业激光 | 2019年12月18日                                                  | 20.94       | 11.80              | 247.0920                  | 458                                 | 12聲道音響系統                                      |
| 贵阳CGV影城（印象城店)                                             | IMAX商业激光 | 2019年12月19日                                                  | 22.96       | 11.94              | 274.1424                  | 335                                 | 12聲道音響系統                                      |
| 武汉武商摩尔国际电影城（国广店）                                   | IMAX商业激光 | 2019年12月19日 2019年12月22日启幕仪式                           | 21.34       | 11.10              | 236.8740                  | 294                                 | 12聲道音響系統                                      |
| 成都英皇电影城（温江新光天地店）                                   | IMAX商业激光 | 2019年12月7日启幕仪式 2019年12月25日                            | 23.87       | 12.46              | 297.4202                  |                                     | 12聲道音響系統                                      |
| 茂名东汇国际影城                                                   | IMAX商业激光 | 2019年12月25日                                                  |             |                    |                           |                                     | 12聲道音響系統                                      |
| 深圳英皇电影城（平安金融中心店)                                    | IMAX商业激光 | 2020年7月24日                                                   | 20.80       | 11.00              | 228.8                     | 277                                 | 12聲道音響系統                                      |
| 北京CGV影城（清河店）                                              | IMAX商业激光 | 2020年7月24日                                                   | 16.48       | 8.31               | 136.9488                  | 221                                 | 12聲道音響系統                                      |
| 南京幸福蓝海国际影城(中海IMAX店) 原(南京星美国际影商城(中海IMAX店) | IMAX商业激光 | 2015年6月10日（IMAX 氙灯）） 目前暂停营业 2020年8月15日         |             |                    |                           | 383                                 | 12聲道音響系統                                      |
| 郑州CGV影城（YOYOPARK店）                                          | IMAX商业激光 | 2020年8月27日                                                   | 20.60       | 10.64              | 219.1840                  | 222                                 | 12聲道音響系統                                      |
| 无锡大世界影城                                                     | IMAX商业激光 | 2010年1月4日-2020年9月9日（IMAX 氙灯）） 2020年9月30日          | 19.10 20.82 | 10.60 10.83        | 202.0000 225.4806         | 378                                 | 12聲道音響系統                                      |
| 无锡金逸影城(荟聚店)                                               | IMAX商业激光 | 2014年12月28日-2020年8月20日（IMAX 氙灯）） 2020年9月30日       | 23.14 23.22 | 12.34 12.68        | 285.5476 294.4296         | 355                                 | 12聲道音響系統                                      |
| 北京博纳国际影城（大郊亭店）                                       | IMAX商业激光 | 2020年12月17日                                                  | 20.92       | 10.90              | 228.0280                  |                                     | 12聲道音響系統                                      |
| 北京万达影城（石景山万达广场店）                                   | IMAX商业激光 | 2009年1月1日（IMAX 氙灯）） 2020年12月18日                      | 21.30 23.22 | 12.60 12.68        | 268.0000 294.4296         | 433                                 | 12聲道音響系統                                      |
| 深圳金逸影城（宝安大仟里店）                                       | IMAX商业激光 | 2020年12月18日                                                  | 22.74       | 11.80              | 268.3320                  |                                     | 12聲道音響系統                                      |
| 无锡CGV影城(八佰伴店)                                              | IMAX商业激光 | 2020年12月29日                                                  | 20.34       | 10.730             | 218.2482                  | 172                                 | 12聲道音響系統                                      |
| 天津万象影城（万象城IMAX激光店)                                    | IMAX商业激光 | 2021年1月24日                                                   | 24.52       | 12.82              | 314.3464                  | 365                                 | 12聲道音響系統                                      |
| 福州海峡文化艺术中心金逸IMAX影城                                   | IMAX商业激光 | 2021年2月1日                                                    | 20.39       | 10.59              | 215.9301                  | 465                                 | 12聲道音響系統                                      |
| 深圳CGV影城（红山6979店）                                          | IMAX商业激光 | 2021年2月25日                                                   | 22.24       | 11.572             | 257.3613                  | 308                                 | 12聲道音響系統                                      |
| 香港MCL Cinemas K11 Art House                                      | IMAX商业激光 | 2019年8月26日-2021年2月28日（IMAX 氙灯）） 2021年3月6日         | 20.70       | 11.77              | 243.6390                  | 368                                 | 12聲道音響系統                                      |
| 上海金逸影城(龙之梦IMAX店)                                         | IMAX商业激光 | 2012年12月22日-2021年5月14日（IMAX 氙灯）） 2021年5月21日       | 16.51 17.82 | 8.41 8.44          | 138.8500 150.4008         | 246                                 | 12聲道音響系統                                      |
| 上海百丽宫影城（博荟广场店）                                       | IMAX商业激光 | 2021年6月17日                                                   | 19.49       | 10.11              | 197.0439                  |                                     | 12聲道音響系統                                      |
| 深圳万达影城（龙岗万达广场店）                                     | IMAX商业激光 | 2021年9月17日                                                   |             |                    |                           | 276                                 | 12聲道音響系統                                      |
| 上海寰映影城（太阳宫店）                                           | IMAX商业激光 | 2021年9月19日                                                   | 19.86       | 10.19              | 202.3734                  | 214                                 | 12聲道音響系統                                      |
| 北京环球城市大道电影院                                             | IMAX商业激光 | 2021年9月20日                                                   | 25.80       | 14.76              | 380.8080                  |                                     | 12聲道音響系統                                      |
| 长沙VHC维港影城                                                    | IMAX商业激光 | 2021年9月24日                                                   | 26.50       | 14.09              | 373.3850                  |                                     | 12聲道音響系統                                      |
| 广州金逸影城(海珠城IMAX店)                                         | IMAX商业激光 | 2016年2月6日-2021年9月8日（IMAX 氙灯）） 2021年9月30日          | 20.54       | 10.44              | 214.4376                  | 327                                 | 12聲道音響系統                                      |
| 武汉百美汇影城（恒隆店）                                           | IMAX商业激光 | 2021年9月30日                                                   | 21.60       | 11.34              | 244.9440                  | 276                                 | 12聲道音響系統                                      |
| 深圳CINESKY新天影院IMAX C区                                        | IMAX商业激光 | 2021年10月22日                                                  |             |                    |                           | 424                                 | 12聲道音響系統                                      |
| 天津金逸影城（大悦城IMAX店）                                       | IMAX商业激光 | 2012年6月22日 -（IMAX 氙灯） 2021年12月5日                      | 21.95 23.88 | 12.10 12.1         | 265.5950 288.9480         | 511 504                             | 12聲道音響系統                                      |
| 澳门英皇戲院 葡京人                                                | IMAX商业激光 | 2021年12月15日                                                  | 24.59       | 11.80              | 290.162                   | 466                                 | 12聲道音響系統                                      |
| 嘉義In89豪華影城                                                   | IMAX商业激光 | 2021年12月15日                                                  | 21.50       | 12.30              | 264.4500                  | 288                                 | 12聲道音響系統                                      |
| 苏州CGV影城（大悦城春风里店）                                      | IMAX商业激光 | 2021年12月16日                                                  | 18.02       | 9.24               | 166.5048                  | 213                                 | 12聲道音響系統                                      |
| 深圳CINESKY新天影院（激光IMAX万科广场店）                          | IMAX商业激光 | 2021年12月17日                                                  |             |                    |                           |                                     | 12聲道音響系統                                      |
| 北京金逸影城（荟聚IMAX店）                                         | IMAX商业激光 | 2014年12月19日-（IMAX 氙灯）） 2021年12月22日                   | 23.90 24.30 | 12.22              | 292.0580 296.9460         | 445                                 | 12聲道音響系統                                      |
| 上海MOViE MOViE影城（前滩太古里店）                                | IMAX商业激光 | 2021年12月31日                                                  | 24.41       | 12.59              | 307.3219                  | 301                                 | 12聲道音響系統                                      |
| 珠海CGV影城(环宇城店)                                              | IMAX商业激光 | 2022年1月28日                                                   | 19.28       | 9.95               | 191.8360                  | 358                                 | 12聲道音響系統                                      |
| 杭州浙影时代影城（新远国际店） （原新远国际影城）                  | IMAX商业激光 | 2010年9月21日-2021年8月31日（IMAX 氙灯）） 2022年1月28日        |             |                    |                           | 350                                 | 12聲道音響系統                                      |
| 长沙寰映影城(荟聚店)                                               | IMAX商业激光 | 2022年2月1日                                                    | 26.51       | 14.16              | 375.3816                  | 311                                 | 12聲道音響系統                                      |
| 成都博纳院线环球中心旗舰店IMAX 原名成都星美国际影商城(环球IMAX店)  | IMAX商业激光 | 2013年8月16日（IMAX 氙灯）） 2022年12月9日                      | 23.97       | 12.00              | 287.6400                  | 285                                 | 12聲道音響系統                                      |
| 上海寰映影城(大宁久光店)                                           | IMAX商业激光 | 2022年12月14日(试营业) 2022年12月16日(正式营业)                 | 18.03       | 9.34               | 168.4002                  | 186                                 | 12聲道音響系統                                      |
| 上海CGV影城(天空万科广场店)                                        | IMAX商业激光 | 2022年12月16日                                                  | 18.77       | 9.80               | 183.9460                  | 285                                 | 12聲道音響系統                                      |
| 上海百丽宫影城(环贸iapm店)                                         | IMAX商业激光 | 2013年8月5日-（IMAX 氙灯）） 2022年12月16日                     | 16.10       | 9.52               | 153.2720                  | 217                                 | 12聲道音響系統                                      |
| 武汉CGV影城(洪山万科广场店)                                        | IMAX商业激光 | 2023年1月19日                                                   | 22.77       | 11.77              | 268.0029                  |                                     | 12聲道音響系統                                      |
| 武汉武商梦时代摩尔影城                                             | IMAX商业激光 | 2023年4月18日                                                   |             |                    |                           | 370                                 | 12聲道音響系統                                      |
| 北京金逸影城(朝阳大悦城店)                                         | IMAX商业激光 | 2012年12月20日-2024年9月13日（IMAX 氙灯） 2024年9月14日（挂幕） |             |                    |                           | 298                                 | 12聲道音響系統                                      |

亞洲IMAX激光XT 12聲道音響系統影院
| 影城名称                | 放映系统      | 開幕時間       | 寬度  | 高度  | 面積     | 座位数 | 備注           |
| ----------------------- | ------------- | -------------- | ----- | ----- | -------- | ------ | -------------- |
| 靖江CGV影城（印象城店） | IMAX Laser XT | 2021年12月31日 | 20.06 | 10.16 | 203.8096 | 275    | 12声道音响系统 |

### IMAX放映系统演变

#### IMAX胶片氙灯放映機

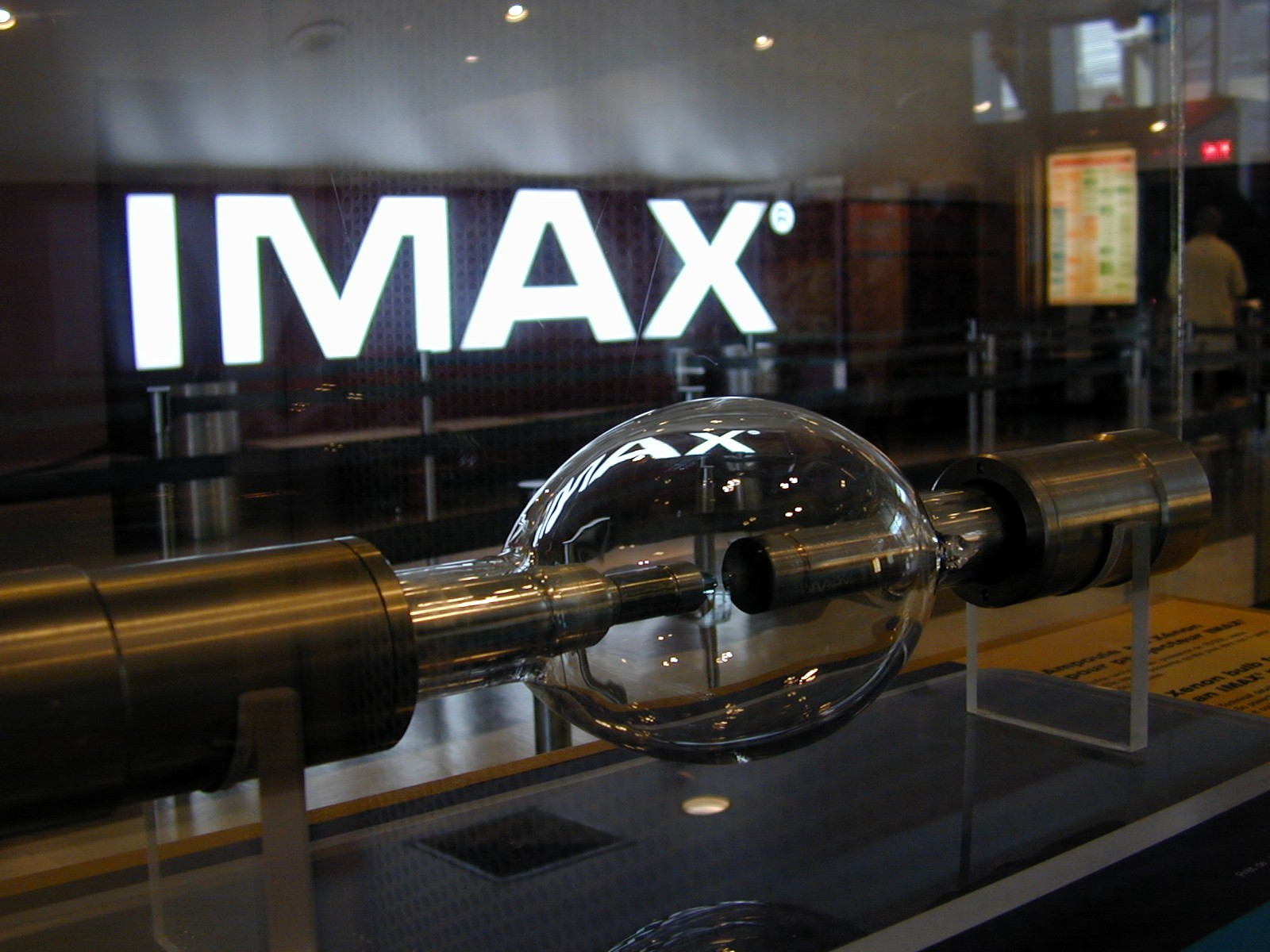
在IMAX放映機使用的15千瓦的氙短弧灯

IMAX胶片氙灯放映机重达1.8吨和超过178厘米高195厘米长，使用15千瓦的氙短弧灯，放映15格，70毫米胶片格式的IMAX胶片。
IMAX胶片氙灯摄影机拍摄的影片，其IMAX胶片拷贝放映时，分辨率可达到8K，而普通IMAX数字影片以及其它多数影片的分辨率，只有2K。一部IMAX 2D胶片拷贝需大约18万人民币，而一部IMAX 3D胶片拷贝则需要36万人民币。
五个IMAX胶片放映机类型：IMAX GT（大剧院），IMAX GT 3D（双转子），IMAX SR（小转子）IMAX SR 3D（双转子）和IMAX MPX（专为改装剧院）。

#### IMAX數字氙灯放映機
2008年7月，IMAX推出了数字氙灯放映系统，数字IMAX以DLP技术支持，采用两台氙灯光源的2K分辨率数字放映机，画质与一般数字氙灯放映相同。因其分辨率较胶片IMAX低很多。为了保障电影画面不因放大投影巨型银幕而使画面清晰度降低，数字IMAX氙灯银幕都缩小不少，甚至银幕仅仅8公尺高，IMAX原始的“巨型银幕、超高画质”两样皆失。
数字IMAX氙灯的优点主要在成本方面，因为免除了70毫米的笨重胶片，放映机和放映室的体积都大大地减少。画面亮度仅有略微提高，但是分辨率大大地降低。
世界第一家IMAX数字氙灯放映系统在美国纽约的AMC Empire 25开业。同时这家也是IMAX全球的第100家IMAX影院。

#### IMAX數字 GT 3D雷射放映機
2015年，IMAX推出改善数字IMAX系统分辨率、色域，并且针对胶片时代IMAX超大厅升级问题而设计的(换言之，需要是28米以上的幕宽)的激光放映技术——“IMAX GT LASER”。该系统由IMAX与巴可、柯达公司联合研制，省去传统棱镜采用全新的光学引擎，因此，这套激光放映系统不仅可以覆盖37米的宽银幕，更重要的是提供更明亮的画面以及更高的对比度，从而令色差更鲜明，以增加画面的表现力。
数字IMAX GT 3D激光放映系统采用两台4K分辨率激光放映机，12声道音响系统，以及使用杜比3D技术的IMAX 3D眼镜，并且可支持1.43:1画幅比放映。
2014年的12月17日，全球第一套IMAX GT 3D Laser放映系统正式落户多伦多的Scotiabank Toronto影院。
2018年11月9日，全球第一套IMAX GT Laser Dome放映系统正式落户圣荷西The Tech Museum of Innovation Hackworth IMAX Dome Theater影院。

#### IMAX数字商业雷射放映機
2018年，IMAX推出数字IMAX商业激光放映系统，是专门为IMAX中型影院设计的，拥有崭新的光学引擎和多项IMAX专有技术。
数字IMAX商业雷射采用单机双镜头4K激光放映机，配备5.1声道音响系统或者12声道音响系统。
数字IMAX商业雷射放映系统，色域更宽，达到BT.2020，完全重新设计了放映机，对放映原理和核心部件进行了重新设计，比如从三棱镜结构升级到不胀钢材质框架的使用，这些突破让IMAX商业激光系统达到全新的技术标准。
2018年8月31日，全球首套IMAX商业激光放映系统正式落户上海寰映影城大融城店。

#### IMAX数字雷射XT放映機
数字IMAX雷射XT采用单机单镜头4K激光放映机，配备5.1声道音响系统或者12声道音响系统。
原型机来自于巴可Barco SP4K放映机，
上海万达影城金山万达广场店2021年8月7日正式启用。

### 影院构造
IMAX影院内部需要较高的空间去容纳大面积的银幕，高度由四层楼到八层楼不等，为了前排的观众不阻挡后排观众的视线，IMAX影院的观众席位需要分布在坡度比较大的斜坡上，这两方面的因素都要求IMAX影院内部需要有足够大的空间和足够高的高度。因此在建造符合标准的IMAX影院的时候，往往需要对传统电影院做出工程浩大的装修改建，或者干脆建造新的IMAX影院。
普遍认为IMAX銀幕為22米×16.1米（72英尺×53英尺），但可以在更大的銀幕播放。世界上最大的IMAX銀幕為悉尼達令港，銀幕为35.72米×29.57米（117英尺x97英尺）（已经拆除重新改造为IMAX 雷射放映系统）。
IMAX數字、IMAX雷射、新一代IMAX雷射影厅銀幕尺寸根据场地实际情况建造，没有统一銀幕尺寸标准。

## 技术变革

### IMAX Dome
IMAX Dome（舊稱OMNIMAX，中譯全天域電影）是用作投影於天文館這一類傾斜的半球形銀幕的。此系統採用一魚眼鏡頭拍攝，使180度的景物能成像於平坦的底片上。投影時再採用另一魚眼鏡頭即可讓全景重現銀幕。IMAX Dome水平投影角達180度，而垂直則為122度，其中22度低於投影機水平線，100度高於投影機水平線，這是配合傾斜半球形銀幕而設的。有部分天文館（例如香港太空館）採用沒有傾斜的半球銀幕，因此影像總是高於投影機水平線，而觀眾的座椅則較一般影院更為後傾。

### IMAX 3D

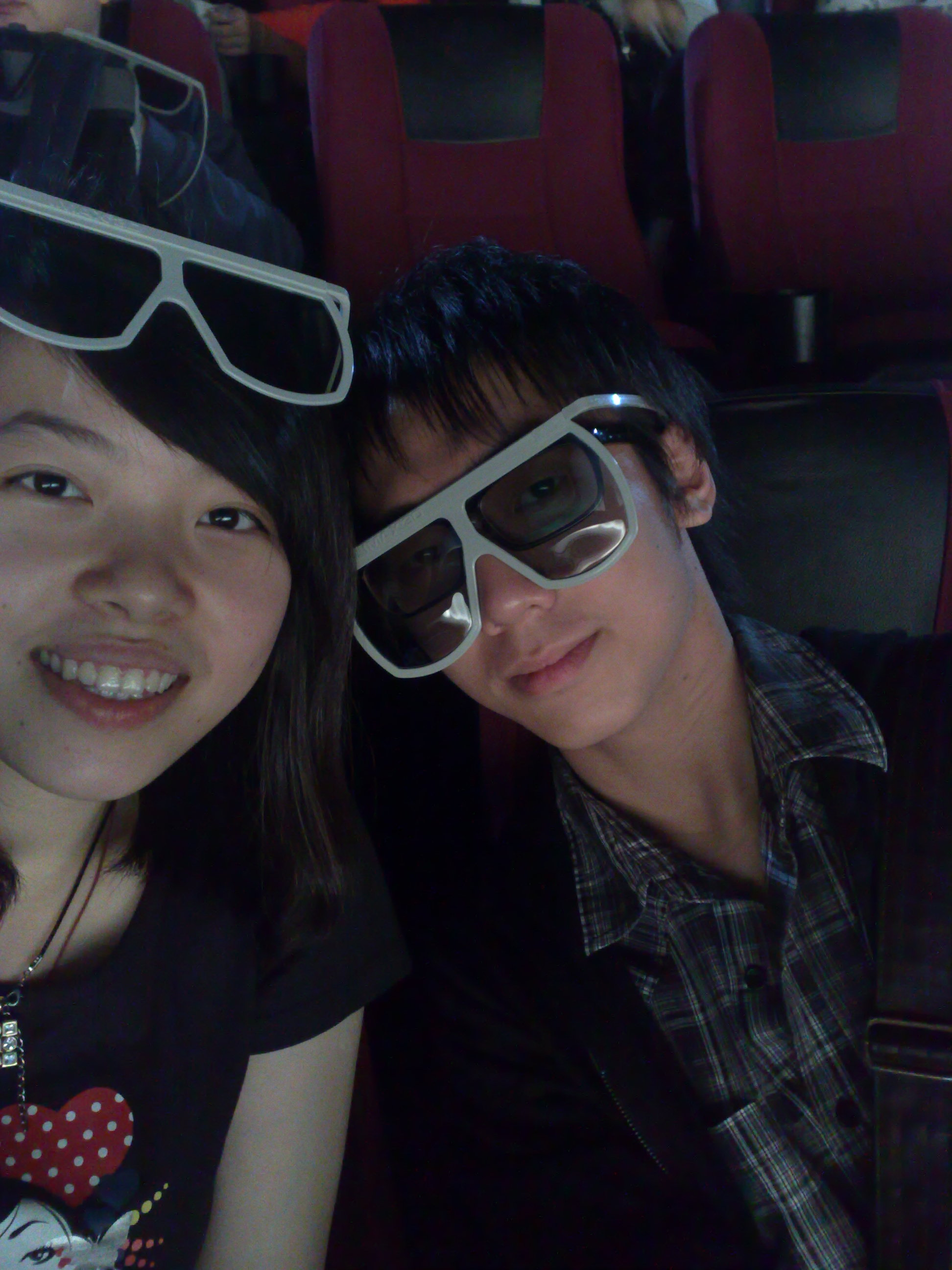
IMAX 3D眼鏡

立體版本的IMAX技術。為營造出立體景深，IMAX 3D採用了雙攝影機及雙投映機拍攝及放映。
目前IMAX 3D放映時採用偏振光式放映，觀看時以配戴偏光眼鏡來分析立體影像。多數IMAX 3D影院採用線偏振鏡片。而另外有的公司採用的是圓偏振眼镜，圓偏振眼睛受眼鏡旋轉角度影響較小，當觀眾歪頭時基本不影響效果，而不像線偏振眼鏡在觀眾歪頭時會出現立體畫面的虛影。

### IMAX HD (48格/秒)
新版的IMAX技術，幀速率由原本24格/秒增加至48格/秒，以減少畫面閃爍問題。於1992年的西班牙世界博覽會發表。但因為拍攝成本比一般的多出一倍，至2000年被放棄使用。
因2008年數位IMAX的產生，使得IMAX HD (48格/秒)不再遙不可及。2012年底的《哈比人：意外旅程》為IMAX首部DMR 48格/秒的數位IMAX電影。

### IMAX數位
由于70毫米胶片和投影仪价格昂贵且难以大规模生产，并且由于放置全尺寸IMAX屏幕的放映厅的尺寸使其构造成本高昂，因此IMAX于2008年推出數位投影系统，以使用更短的1.90：1宽高比屏幕。它使用两个2K分辨率的投影仪，可以在DCI中呈现2D或3D内容或IMAX數位格式（IDF）（本身就是DCI的超集）。數位装置引起了一些争议，因为在仅用IMAX數位投影仪改装标准礼堂后，许多影院都将其屏幕标记为IMAX。这些放映厅的屏幕尺寸远小于原始15/70 IMAX格式的专用放映厅，并且仅限于1.90：1的宽高比。另一个缺点是數位IMAX的分辨率要低得多。与传统的IMAX 70mm投影相比，该技术的最大感知分辨率为2.9K，估计分辨率为12K。一些评论家还指出，许多非IMAX影院正以4K分辨率投影电影通过竞争品牌，如杜比影院和UltraAVX。
IMAX在各种基础技术和屏幕尺寸方面坚持“IMAX体验”的统一品牌。、有些人批评该公司的营销方式，其格式被称为“Lie-MAX”。该公司为该格式辩护说，它具有比标准影院更大的屏幕，更亮的画面和更好的聲音。尽管与數位IMAX存在差异，但这种具有成本效益的格式有助于公司的全球增长，特别是在俄罗斯和中国。

### IMAXShift
2016年5月，IMAX宣布推出IMAXShift，这是一种多媒体室内自行车概念，但决定于2017年6月4日停止使用。

### IMAX VR
2016年5月20日，谷歌和IMAX在谷歌年度开发者大會上宣布，两家公司将共同开发一款影院级虚拟现实（VR）摄影机，即IMAX® VR 摄影机，让当今顶尖的大导演和内容创作者们可以为全世界观众呈现最高质量的3D 360度内容体验。IMAX工程师团队和摄影机专家们将与谷歌团队一起从头设计这款全新的高分辨率摄影机，借助IMAX的顶尖影像捕捉技术。这款摄影机的研发将能够最大化的利用谷歌Jump这个创作和观看3D 360度视频的平台，为用户提供最高质量、最具有沉浸感的VR内容。
2016年9月1日，IMAX宣布计划将虚拟现实技术纳入IMAX影院体验，并在洛杉矶开设新的VR中心，使用由宏碁创建的全新StarVR头戴式显示器。

## IMAX DMR（數字原底翻版技術）

### 技術概要
IMAX DMR,既 IMAX Digital Re-Mastering，可翻譯作數字原底翻版技術。
IMAX為了使觀眾既能享受到自己喜歡的好莱坞大片的刺激情节、戏剧冲突和感情波澜，又能享受到IMAX体验带来的超卓影音质量，开发出一种将好莱坞电影转化成IMAX格式影片的专有处理技术。
将这种专利技术命名为IMAX DMR的原因是，它通过数字化提高普通影片的影像和音响质量，使之适合在IMAX影院放映。经过这种技术处理后，影片的影像质量就能够达到观众期望IMAX体验给他们带来的优异清晰度和逼真度。
IMAX DMR不仅仅是一种软件工具。它是一个完整的、特制的端到端系统，目的是满足对影片同步发行的高要求。

### 处理图像
IMAX DMR处理过程的第一步，是以最高的解析度扫描35毫米影片的每个画格，然后，把它们转制成数字画面。如果影像原本就是以数字方式所捕捉的，那么IMAX将获得更高分辨率的原始素材。
然后，用历经多年开发和完善的专有图像增强技术，对于每幅画面进行优化处理。原始素材内的有用信息，都会被仔细分析。然后，我们会用一些技术对这些画面进行数字影像增强处理，包括：增强画面锐度、进行颜色校正、清除图像颗粒、消除图像不稳定现象等。
然后，完成增强处理的数字信号将被录制到15/70格式胶片或IMAX数字硬盘上。于是，当IMAX放映系统把这些画面投射到银幕上，人们就看到了明亮、清晰、稳定的视觉影像。
高度自动化的IMAX DMR系统使这个处理流程能够满足紧凑的电影制作时间表的要求。

### 处理声音
发行IMAX DMR影片之前，还需要将35毫米胶片的原有声轨转制成特制的IMAX多声道数字环绕音响系统。与普通影院音响系统不同，IMAX音响系统是未经压缩、高保真，并且采用专有技术来设置影院扬声器系统，确保观众席上的每个座位都是欣赏音响效果的好位置。尽管，IMAX影院已经提供了使观众产生强烈临场感的Studio Master音质声音。IMAX DMR影片用清澈、高保真的声轨，为观看好莱坞大片的观众们创造了身临其境的体验。

### 首次应用
在2002年秋，IMAX與環球影片公司聯手推出《阿波罗13號》（1995）的IMAX版本，是首次利用IMAX獨家的"DMR"重新製作技術將傳統電影轉換成IMAX格式。其他一些已經公映的影片如《星球大战》等也相繼利用DMR技術處理被搬上IMAX。由於技術上的制約，早期DMR處理的影片長度最長不過2小時。在2003年，突破了這一限制，成為IMAX發展歷程中的重要里程碑。在2003年末，續集成為首部在IMAX和傳統影院同步上映的影片。

## 娱乐
雖然從技術角度來看，IMAX是相當出色的電影格式，但在過去二十年中一直以來它並未能普及，而在近五年內IMAX呈現爆發性的增長。製作與播放IMAX的費用與運送困難使它的播放時間較普通電影為短（一般為40分鐘，近年亦有90分鐘的IMAX影片出現），題材大多為適合於天文館等科普機構播放的紀錄片。IMAX攝影機曾於太空梭、喜瑪拉雅山、大西洋海底及南極洲拍攝過。
部分IMAX影院亦會利用傳統放映設備播放普通電影，以增加客源。1990年代後期，開始一股增加IMAX娛樂元素的風潮，開攝了一些純娛樂的題材，例如《絕地暴龍》（1998）、《Haunted Castle》（2001）（兩部皆為IMAX 3D電影）。1999年，迪士尼製作了《幻想曲2000》——首部正常長度的IMAX動畫（後來亦推出了傳統戲院版本）。迪士尼在2003年末還發行了首部真人演出的IMAX影片《黑神駒前傳》。
著名導演詹姆斯·卡梅隆曾執導了一部關於《鐵達尼號》的 IMAX 3D 格式電影《深渊幽灵》(Ghosts of the Abyss)，而在2009年執導了另一部IMAX 3D格式電影《阿凡達》，引起各界對 IMAX 3D 技術的興趣。
截至2002年，共有8部IMAX電影被提名奥斯卡獎，其中《老人與海》榮獲了2000年最佳動畫短片獎。
還有很多IMAX電影被重新製作成高清晰度电视格式，在INHD頻道播放。
2018年9月6日，IMAX宣布了一项名为IMAX Enhanced的新计划，该计划是与DTS联合推出的。这是一个认证和许可服务，旨在为用户通过家庭娱乐设备实现最高品质的4K图像及音频回放。该计划与索尼电子、索尼影业、派拉蒙影业和Sound United等合作伙伴共同推出，为了被IMAX Enhanced认证接受，家庭影音设备厂商必须设计家庭影院设备“以满足由 IMAX、DTS工程师以及好莱坞领先的技术专家认证委员會设定的最高端音频和视频性能标准的精心规定”。这些增强型设备还内置了“IMAX模式”，将有效地实现观看的电影达到电影制作者最初的要实现的标准，所有这一切都可以在家中舒适地进行。IMAX和DTS正在与工作室和内容合作伙伴合作，以數位方式为IMAX模式重新打造热门电影和其他内容。IMAX纪录片《美丽星球》和《南太平洋之旅》将是第一款采用HDR10+格式及DTS:X音频规格的IMAX Enhanced 4K UHD蓝光影碟，预计于2018年12月11日于北美发售。

### 部分镜头使用IMAX 65mm胶片摄影机拍摄的电影
近年已经有一些电影使用了IMAX摄影机拍摄部分场景，然而IMAX摄影机比普通摄影机更大、更重，更大的工作噪音也给对白录音带来了困难。它的摄影机仅能装载30秒到2分钟的胶片，并且它的胶片相对于标准的35mm胶片价格更加昂贵。由于这些难题，至今还没有一部完整长度的电影完全使用IMAX摄影机拍摄。
《黑暗騎士》：有共30分鐘場景用IMAX攝影機拍攝。這是“有史以來第一次，一個電影的主要場景是用IMAX攝影機拍攝的。”即使在黑暗騎士，諾蘭本來想拍攝的IMAX格式的電影，將它使用在形像上比較安靜的場景，他認為將會是有趣的。諾蘭說，他這是希望可以用IMAX拍攝整部影片：“如果你可以用IMAX攝影機珠穆朗瑪峰或外太空，你可以在一個故事中使用它”。
《變形金剛：復仇之戰》：一年後，導演麥可·貝的攝影靈感來自黑暗騎士IMAX的運用也能用在《變形金剛：復仇之戰》。影片的聯合編劇羅伯托·奧奇認為，IMAX的畫面解析度、畫面比例延展度對於IMAX戲院的觀眾來說是另種定義的3D視覺，並補充說，在IMAX拍攝是比使用立體攝像機更加容易。最後影院的呈現，變形金剛:復仇之戰IMAX版本，包含十分鐘的IMAX鏡頭拍攝出來的共兩個半小時的電影頭。但他後來他拍攝的變形金剛3部分場景使用3D攝影，但沒有用IMAX攝影機。
《不可能的任務：鬼影行動》：大約30分鐘的使用IMAX攝影機拍攝的鏡頭。導演布萊德柏德認為使用IMAX格式提供的比數位3D更能夠呈現明亮且更高品質的影像，這是投射在大銀幕上，而不需要專門的眼鏡即可享受到的臨場感。
《黑暗騎士：黎明升起》：儘管華納兄弟多番說服導演克里斯多夫·諾蘭使用3D拍攝、3D放映蝙蝠俠第三部曲，但導演聲明不會選擇拍攝3D格式以及放映3D影像，並說，他打算把重點放在改善影像畫質規模和更長時間的使用IMAX格式。在好萊塢的記錄中，《黑暗騎士：黎明升起》是目前出現IMAX攝影畫面時間最長的電影，在片中出現約一個小時（相比之下黑暗騎士多了30分鐘的IMAX鏡頭）。
《闇黑無界：星際爭霸戰》：導演J·J·亞柏拉罕決定採用IMAX攝影機拍攝部分片段，總共約30分鐘，為影史首部IMAX拍攝並後製為IMAX 3D的商業電影。但因大量後製鏡頭因素，製作團隊最終小幅裁切原始1.44:1的畫面比，故70mm IMAX版本播映時並沒有完直整全銀幕放映。導演J·J·亞柏拉罕在其之後拍攝的《星際大戰七部曲：原力覺醒》亦使用IMAX攝影機拍攝部分畫面。
《飢餓遊戲：星火燎原》：導演決議在競技場內的所有畫面皆使用IMAX攝影機拍攝，導演法蘭西斯·勞倫斯表示:「IMAX將帶領觀眾如同到達另個世界，並且身歷其境體驗競技場的戰鬥」。
《星際效應》：導演克里斯多福·諾蘭再次使用擅長的IMAX攝影機拍攝，而星際效應的IMAX片段長達75分鐘，則創下目前影史最長的IMAX拍攝記錄。
《星際大戰七部曲：原力覺醒》：導演J·J·亞柏拉罕二度使用IMAX攝影機拍攝部分畫面，IMAX片段约5分鐘。
《蝙蝠俠對超人：正義曙光》：部分畫面採用IMAX攝影機拍攝。
《敦克爾克大行動》：導演克里斯多福·諾蘭再次使用擅長的IMAX攝影機拍攝，IMAX片段長達67分鐘。
《星球大戰：最後的絕地武士》：影片使用IMAX攝影機拍攝了部分畫面，但后期剪辑时没有采用，故最终影片上映时没有IMAX畫面。
《登月先鋒》：约10分鐘的月球畫面使用IMAX攝影機拍攝，全球仅发行IMAX雷射版本，并未发行IMAX版本。
《TENET天能》：用了160万英尺（约合48万米）的胶片完成了绝大部分场景拍摄。
《神力女超人1984》：约13分鐘的畫面使用IMAX攝影機拍攝，但導演派蒂·珍金斯表示仅考虑制作1.9:1画幅比的IMAX版本，最终并未发行1.43:1的IMAX版本。
《007：生死交戰》：IMAX攝影機拍攝，全球仅发行IMAX雷射版本，不会发行IMAX版本。
《不！》：約47分鐘的畫面使用IMAX攝影機拍攝。
《奥本海默 (电影)》：约110分钟的画面使用IMAX摄影机拍摄，约70分钟画面使用35毫米胶片摄影机拍摄。

## 技術標準
IMAX (15/70)
- 球面鏡頭組
- 每格底片15孔
- 水平下拉放映，從右至左（從觀者視角）
- 每秒24格底片
- 镜頭尺寸：2.772"英寸（70.41毫米）乘2.072"英寸（52.63毫米）
- 投射尺寸：至少垂直距離鏡頭0.80"英寸，水平距離0.016"英寸
- 縱橫比:1.43:1
- DMR縱橫比:1.89:1、2.39:1

IMAX Dome / OMNIMAX
與IMAX相同，除了：
- 特製魚眼鏡頭組
- 鏡頭的光學中心高於水平基準線0.37"英寸
- 橢圓形投射到拱頂銀幕，低於平面20度到高於平面110度之間為最佳觀賞角度。

## 著名的IMAX电影目录
- 《花园岛（英语：Garden Isle）》（1973）：第一部全天域电影。
- 《飞吧！（英语：To Fly!）》（1976）：票房第二高的IMAX电影（总票房8250万美元）。
- 《Grand Canyon: The Hidden Secrets（英语：Grand Canyon: The Hidden Secrets）》（1984）：参考《大峡谷》。
- 《Chronos (film)（英语：Chronos (film)）》（1985）：
- 《The Dream Is Alive（英语：The Dream is Alive）》（1985）：
- 《Everest (film)》（1998）：票房最高的IMAX电影（全球总票房1.206亿美元，其中美加票房8440万美元）；参考珠穆朗玛峰。
- 《T-Rex: Back to the Cretaceous》（1998）：
- 《Mysteries of Egypt（英语：Mysteries of Egypt）》（1998）：
- 《Cirque du Soleil: Journey of Man》（2000）：参考太陽劇團。
- 《CyberWorld（英语：CyberWorld）》(2000)：
- 《Shackleton's Antarctic Adventure（英语：Shackleton's Antarctic Adventure）》（2001）：参考欧内斯特·沙克尔顿。
- 《Haunted Castle (2001 film)（英语：Haunted Castle (2001 film)）》（2001）：
- 《Space Station 3D（英语：Space Station 3D）》（2002）：

## 著名的IMAX影廳
- CINESPHERE：位於加拿大安大略省多倫多,首家IMAX影院，1971年5月31日落成（銀幕高18.28米，宽23.77米）目前是加拿大唯一IMAX放映系统跟IMAX雷射放映系统共有影城。IMAX公司全球第1家IMAX影院
- Fleet Science Center：位於美國加利福尼亚州聖地牙哥 ，首家IMAX球幕影院，1973年3月10日（銀幕直径23.16米）。IMAX公司全球第2家IMAX影院
- 洛克希德马丁IMAX影院：位於美國华盛顿特区美国国家航空航天博物馆，主要放映科技和太空旅行类的影片（IMAX雷射，銀幕高14.02米，宽23.01米）。IMAX公司全球第3家IMAX影院
- Samuel J. & Ethel LeFrak IMAX Theater：位於史密斯索宁协會的美國自然史博物館，主要放映自然和历史类影片（IMAX雷射和IMAX數位，銀幕高12.19米，宽18.28米）
- 明尼苏达科学博物馆Omni Theater：拥有一个双銀幕系统，可以放映IMAX影片，和一个可旋转穹顶，放下后可放映全天域电影（銀幕高20.11米，宽27.43米）。
- 波士顿科技博物馆的Mugar Omni Theater：（IMAX球幕，銀幕直径21.94米）
- IMAX Theatre Sydney：位于澳大利亚悉尼达令港，（銀幕高29.57米，宽35.72米）（已经停止胶片IMAX系统放映，已经拆除即将在2023年下半年重新改造为IMAX雷射放映系统）。
- 國立海洋科技博物館：位於基隆市中正區北寧路（IMAX GT，銀幕高22米，宽28.4米）。
- 美麗華大直影城：位於台北市中山區敬業三路,（IMAX GT Lsaer，銀幕高21.16米，寬28.8米）2016年3月24日正式启用雷射數位IMAX放映機。
- TCL中國戲院：位於美國加利福尼亚州好莱坞好莱坞大道6925号，（銀幕高14.02米，宽28.65米）[19]2013年原影廳改建為數位IMAX規格，2014年增加70mm IMAX放映機，2015年4月1日正式启用雷射數位IMAX放映機。

## IMAX全球临时影院
- 东京巨蛋体育场：2008年 《极速赛车手》日本首映禮 銀幕宽度40米，可以容纳25000名观众。
- 阿布扎比酋长国宫殿酒店：2009年 《麦加之旅》首映禮 銀幕尺寸宽100英尺（约30.5米）高70英尺（约21.3米）,首个户外IMAX影院，可以容纳6500名观众。
- 香港文化中心：2014年6月20日 《变形金刚4：绝迹重生》全球首映禮，銀幕尺寸宽18.29米，高10.36米。
- 北京奥体中心国奥体育馆：2014年12月15日 《一步之遥》全球首映禮， 銀幕尺寸宽26米，高14.5米，可以容纳2828名观众。
- 维也纳国家歌剧院：2015年7月22日 《碟中谍5：神秘国度》全球首映禮，历史最悠久的搭建场地及欧洲首个IMAX临时影院。
- 上海大剧院：2015年12月27日 《星球大战7：原力觉醒》 中国首映禮，銀幕尺寸宽17.75米，高9.88米。
- 圣迭戈：2016年7月21日 《星际迷航3：超越星辰》 全球首映禮。
- 北京水立方：2016年12月21日 《星球大战外传：侠盗一号》中国首映禮，銀幕尺寸宽27.40米，高11.51米。
- 巴黎Palais de Chaillot剧院：2018年7月12日 《碟中谍6：全面瓦解》全球首映禮。
- 承德阿那亚·金山岭：2023年6月5日 《变形金刚：超能勇士崛起》中国首映禮。[20]

## IMAX中国降低放映音量事件
在2020年9月4日台州的一家IMAX电影院在放映电影的时候音箱短路起火导致银幕着火，在事件之后IMAX中国通过IMAX网络运营中心（INOC）针对中国大陆地区旗下的IMAX影院降低了放映音量，从标准的0dB降为-3dB甚至更低。